# Чимадор, Джамбаттиста
Джамбатти́ста Чимадо́р (итал. Giambattista Cimador), или Джова́нни Батти́ста Чимадо́ро (итал. Giovanni Battista Cimadoro; 1761 год, Венеция, Венецианская республика — 27 февраля 1805 года, Бат, Великобритания) — итальянский композитор, пианист, виолончелист, скрипач, преподаватель вокала и музыкальный издатель.

## Биография
Джованни Баттиста Чимадоро родился в 1761 году в Венеции, в республике Венеция, по мнению некоторых исследователей, в семье местных патрициев. В родном городе он приобрел репутацию виртуозного исполнителя на фортепиано, виолончели и скрипке. Зарабатывал на жизнь преподаванием вокала и написанием для театров сценических музыкальных произведений. В 1789 году в театре Аккадемия де Ринновати состоялась премьера его первой интерлюдии «Апт и Кибела» (итал. Ati e Cibele) по либретто Алессандро Пеполи. В 1791 году на той же сцене прошла премьера его интерлюдии «Похищение Прозерпины» (итал. Il ratto di Proserpina) по либретто Маттия Боттурини.
26 января 1790 года в театре Сан-Самуэле в Венеции состоялась премьера его интерлюдии «Пигмалион» (итал. Pigmalione) по либретто Антонио Зографи с оригинального произведения Жана-Жака Руссо, которая сделала имя композитора известным во всей Европе. В этом сочинении Джамбаттиста Чимадора с особенной силой проявился его талант вокалиста. «Пигмалион» был благосклонно принят не только публикой, но и исполнителями. Партии в опере исполняли Маттео Баббини, Тереза Бертинотти, Марианна Сесси. Особенный успех имела постановка «Пигмалиона» в театре Одеон в Париже 28 апреля 1814 года. История о том, что, несмотря на успех, автор оказался недоволен сочинением и сжёг партитуру, в настоящее время считается исследователями несостоятельной. Копии партитуры были обнаружены в библиотеках Флоренции и Рима.
В Венеции он написал и концерт для контрабаса и струнного оркестра для молодого музыканта-виртуоза Доменико Драгонетти. После 1790 года композитор поселился в Лондоне, где продолжил преподавать вокал. Здесь в 1794 году он встретил Франца Йозефа Гайдна, с которым познакомился ещё в Венеции. В августе того же года композиторы вместе посетили Бат, где Джамбаттиста Чимадор выступал как скрипач. 14 мая 1795 года в Королевском театре в Лондоне была поставлена его интерлюдия «Апт и Кибела», в которую был включён балет в постановке хореографа Жана-Жоржа Новерра. В 1799—1800 годах композитор гастролировал как пианист. Когда оркестр Королевского театра отказался играть симфонии Вольфганга Амадея Моцарта, сославшись на их сложность, он транскрибировал шесть из них в секстеты для флейты и струнных — двух скрипок, двух альтов, виолончели и контрабаса. Его редакция была благосклонно принята публикой и критикой.
В 1800—1801 и 1805 годах, в сотрудничестве с Тебальдо Монцани, итальянским флейтистом, проживавшим в Лондоне с 1787 года, занимался изданием музыкальных произведений. В это же время им были переложены несколько партий из опер Вольфганга Амадея Моцарта и Доменико Чимарозы для исполнения на клавесине и написаны пять малых дуэтов (дуэттини) для сопрано.
Джованни Баттиста Чимадоро умер в Бате, в Великобритании 27 февраля 1805 года, в возрасте 44 лет.

## Творческое наследие
Творческое наследие композитора включает 3 интерлюдии, 5 дуэттино для сопрано и 1 концерт для контрабаса и струнного оркестра.